# Carl Hagman (operasångare)
Carl Julius Hagman, född 12 april 1864 i Ängelholm, död 6 januari 1921 i Båstad, var en svensk operasångare under höjdpunkten av sin karriär huvudsakligen verksam i Ryssland.
Hagman var född i Ängelholm under enkla förhållanden. Han kom 1879 till Halmstad där han började studera vid läroverket men tvingades på grund av ekonomiska svårigheter lämna skolan och fick i stället anställning vid gamla gjuteriet i Halmstad.
Han gjorde sig känd som en god sångare och under ett besök av Carl Johan Fröbergs kringresande teatersällskap uppmärksammades Hagman och anslöt sig till hans teatersällskap. Vid mitten av 1880-talet var han engagerad vid Emil Sundvalls teatersällskap och lärde här känna varietéartisten Ludvig Otterström som uppmärksammade hans röst och blev hans impressario under en sångturné i Sverige. Under denna turné debuterade Hagman 1889–1890 på Kungliga Operan i Stockholm utan någon egentlig sångutbildning i Lohengrin. Han uppmärksammades här av bryggaren Olsen i Kristiania som blev Hagmans mecenat och bekostade hans utbildning under en resa i Italien. När hans lärare på 1890-talet kallades till professor vid musikkonservatoriet i Moskva följde Hagman honom hit och fick möjlighet att uppträda på operan där. Hagman träffade en rik rysk änka som han gifte sig med. Förutom en bostad i Moskva ägde paret en villa vid Kristianifjorden och köpte sig även ett sommarhus i Båstad. Han lät 1896 beställa en lustjakt, Nadeschda av sin gamla arbetsgivare i Halmstad.
Efter giftermålet blev Hagmans uppträdanden sällsyntare. Han grundade Svensk-ryska Handelshuset i Moskva 1895 och var ordförande i den Nordiska välgörenhetsföreningen i Moskva och fick då tillfälle att hjälpa sina landsmän, som kommit på obestånd och sända dem hem till Sverige. I samband med utbrottet av första världskriget 1914 valde paret att bosätta sig i Båstad, efter ryska revolutionen förstatligades deras egendom i Ryssland och de valde att stanna kvar i Sverige. Makarna Hagman är begravda på Nya kyrkogården Helsingborg.